# Gaëtan Bong
Thomas Gaëtan Bong Songo (Sakbayeme, 25 april 1988) is een Kameroens-Frans voormalig voetballer die doorgaans speelde als linksback. Tussen 2006 en 2022 was hij actief voor FC Metz, Tours, Valenciennes, Olympiakos, Wigan Athletic, Brighton & Hove Albion en Nottingham Forest. Bong maakte in 2010 zijn debuut in het Kameroens voetbalelftal en kwam uiteindelijk tot veertien interlandoptredens.

## Clubcarrière
Bong begon zijn professionele carrière toen hij in 2006 ging spelen voor FC Metz, waar hij al zijn jeugdopleiding doorlopen had. In het seizoen 2008/09 huurde Tours, uitkomend in de Ligue 2 de verdediger nog van Metz. Hij had een goed seizoen in Tours en op 29 juli 2009 werd hij overgenomen door Valenciennes, dat hem een vierjarig contract gaf. Hij speelde de volle vier seizoenen uit bij de club. Op 19 augustus 2013 verkaste Bong naar Griekenland; Olympiakos nam hem over en gaf hem een driejarig contract. Hij verruilde in februari 2015 Olympiakos voor Wigan Athletic. In de zomer van dat jaar ging hij naar Brighton & Hove Albion. Met die club dwong hij in het seizoen 2016/17 promotie af naar de Premier League door als tweede te eindigen in de eindrangschikking. Na deze promotie verlengde de Kameroense verdediger zijn verbintenis met één jaar tot medio 2018. Het seizoen erop werd ook dit vernieuwde contract weer met één jaargang verlengd. Ditzelfde gebeurde in mei 2019. Een halfjaar later vertrok hij naar Nottingham Forest, voor tweeënhalf jaar. In juli 2022 besloot Bong op drieëndertigjarige leeftijd een punt te zetten achter zijn actieve loopbaan.

## Interlandcarrière
Bong maakte in 2010 zijn debuut in het Kameroens voetbalelftal. Hij werd tevens opgenomen in de Kameroense selectie voor het WK 2010 in Zuid-Afrika. Kameroen strandde in de groepsfase.